# Tótkomlós
Tótkomlós is een plaats (város) en gemeente in het Hongaarse comitaat Békés. Tótkomlós telt 6615 inwoners (2001). De naam van de stad verwijst naar de Slowaakse kolonisten die de stad opnieuw stichtten nadat het Ottomaanse bewind was afgelopen. (Tót is de Hongaarse naam voor Slowaak).
De Slowaakse bevolking was significant, pas na de Tweede Wereldoorlog daalde het aantal Slowaken snel doordat er ruim 3000 Slowaken betrokken waren bij de Tsjechoslowaaks-Hongaarse bevolkingsruil. Hun plek werd ingenomen door Hongaren uit Slowakije.
In 2011 verklaarde 21% van de bevolking etnisch Slowaak te zijn.

## Bezienswaardigheden

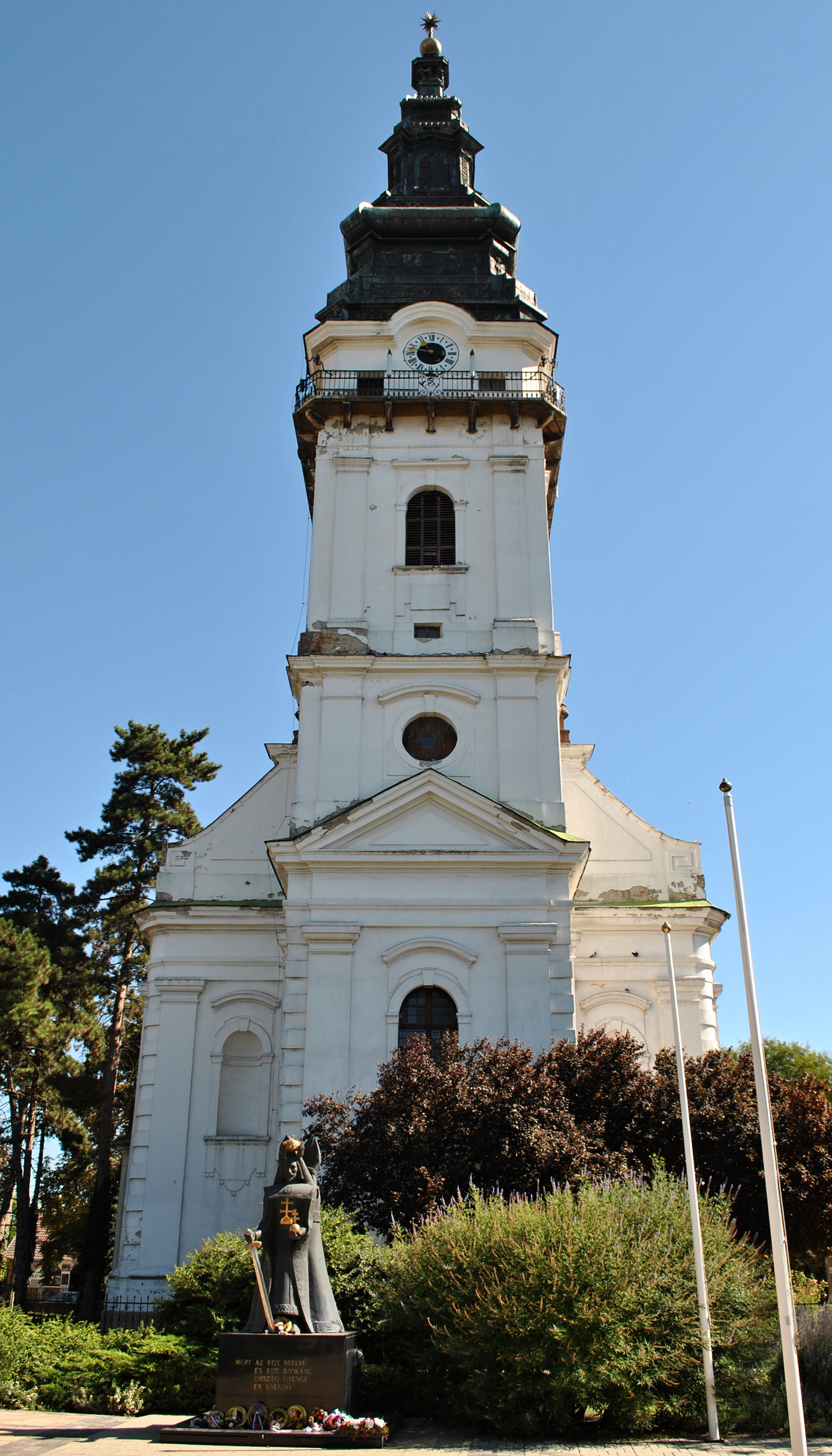
Evangelische kerk in Tótkomlós

Tótkomlós heeft verschillende kerken: een Evangelische kerk, een Rooms-Katholieke kerk en een Protestantse kerk. De Evangelische kerk is de grootste van de drie. De kerk in barokke stijl werd gebouwd in 1795.